# Ansegis

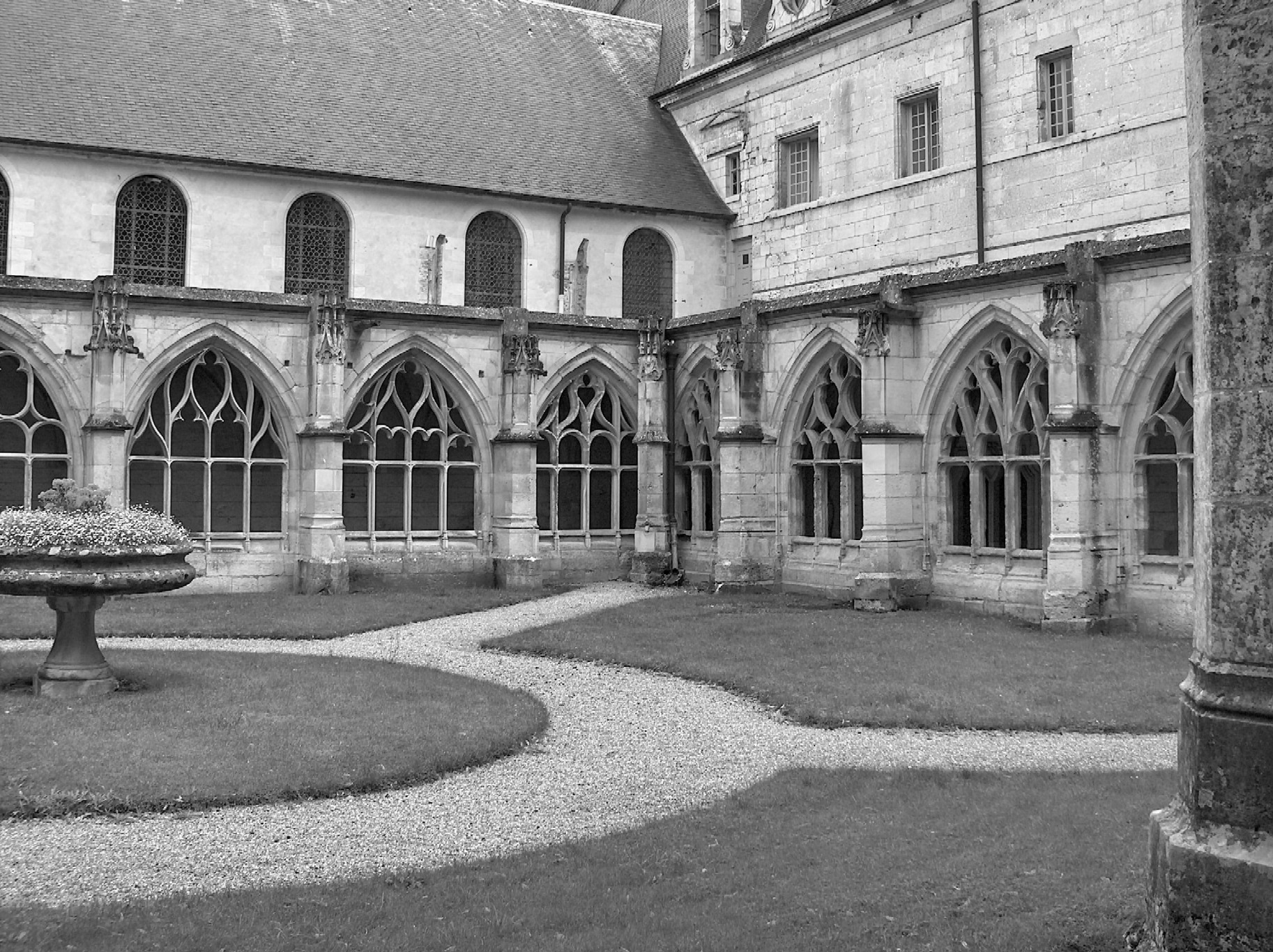
Kloster Wandrille

Ansegis (* um 770; † 20. Juli 833 oder 834 in Fontenelle) war Abt von Fontenelle (St. Wandrille) und wird von der römisch-katholischen Kirche als Heiliger verehrt.

## Leben
Der aus fränkischem Adel stammende Ansegis wurde in dem berühmten Benediktinerkloster Fontenelle in der Diözese Rouen Mönch und kam später als Abt nach Reims, anschließend nach Châlons-sur-Marne. Seit 807 war er Abt von St. Germain-en-Flay in der Diözese Beauvais und brachte das Kloster aus argem Verfall zu hoher Blüte. Karl der Große berief Ansegis an seinen Hof nach Aachen und betraute ihn mit verschiedenen politischen Missionen, vor allem in die spanische Mark. Auch bei Karls Sohn, Ludwig dem Frommen, stand Ansegis in hohem Ansehen. Ludwig verlieh ihm 817 die Abtei Luxeuil in der Diözese Besançon. Nachdem auch diese heruntergekommene Abtei zur Blüte gelangt war, wurde Ansegisus 822 als Abt und Nachfolger Einhards wieder ins Kloster Fontenelle geschickt.

## Kapitulariensammlung
Hier nahm er seine umfassende Kapitulariensammlung (Collectio capitularium) in Angriff. Er ordnete die Kapitularien dabei zunächst in geistliche (Buch 1 und 2) und weltliche (Buch 3 und 4). Anschließend ordnete er sie Karl dem Großen (Buch 1 und 3) und Ludwig dem Frommen (Buch 2 und 3) zu. Dabei arbeitete er allerdings nicht fehlerfrei. So hat er u. a. das Capitulare ecclesiasticum nicht Ludwig dem Frommen, sondern Karl dem Großen zugeordnet.
827 war die collectio abgeschlossen.
Seine Sammlung machte die Kapitularien zitierfähig, sorgte somit für eine weite Verbreitung und erhielt sie somit der Nachwelt.

## Gedenktag
Sein katholischer Gedenktag ist der 20. Juli.

## Werke
- Capitulare de villis vel curtis imperii
- Collectio capitularium